# بارس بانو (عقدا)
بارس بانو (بالإنجليزية: Pars Banu)‏ هي منطقة سكنية تقع في إيران في يزد.